# 长窄短腺吸虫
长窄短腺吸虫（学名：Brachylecithum praetenue）为双腔科短腺属的动物。分布于俄罗斯、台湾岛等地，营寄生生活，终末宿主白腰雨燕、金腰燕，寄生于肝脏以及胆道。